# Calmayo
Parque Calmayo es una localidad ubicada en el Departamento Calamuchita de la Provincia de Córdoba, Argentina .

## Toponimia
Su nombre deriva del original Cala-Mayo que significa "Arroyo del Tala".

## Historia
El pueblo surgió en 1772 cuando Gigena Santisteban recibió del Rey de España la posesión de tierras ubicadas en el Camino Real entre Santa Rosa de Calamuchita y San Agustín a cambio de la explotación y envío de oro, actividad que se desarrolló en 3 minas: El Tío, Tacuarí y Tampayo. La abundancia del metal era tal que se la conocía como El Triángulo de Oro; no obstante la explotación exhaustiva agotó el metal y finalmente se inundaron las excavaciones al llegar a las vertientes. Los Gigena construyeron el casco de la estancia y un templo católico de enorme influencia en la región. En 1926, tres familias irlandesas iniciaron el loteo de la actual villa, a la cual se anexaron décadas más tarde otro loteo.

## Geografía
Se ubica sobre la ruta provincial 364, 16 km al este de Santa Rosa de Calamuchita.
Se accede por la RN 36, 4 km hacia el sur, más un camino consolidado de 13 km que asciende unos 250 m por la sierra. Dista 87 km de la capital provincial.
El pueblo está ubicado en el cordón oriental de las Sierras de Córdoba, a 17 km de la cabecera departamental San Agustín.
Se encuentra en el centro de las Sierras Chicas, en una pequeña altiplanicie de 1 km de largo y 2 km de ancho, a 840 m de altura; junto a esta una abrupta ladera bajo la cual se encuentran Monasterio de los Monjes Benedictinos  y la Casa de Retiro de las Hermanas Esclavas del Corazón de Jesús.

### Población
Cuenta con 150 habitantes (Indec, 2022), lo que representa un incremento del 70% frente a los 44 habitantes (Indec, 2010) del censo anterior. Está compuesta por una población estable de 39 viviendas, pero se incrementa considerablemente en época estival.
El censo provincial de población de 2008, que incluye todo el ejido comunal,  registró 120 pobladores, un 114,29 % más que en el anterior censo provincial de 1996, cuando tenía 56 moradores, con lo cual constituye una de las localidades que ha crecido a un ritmo más sostenido (9,52% anual).
| Gráfica de evolución demográfica de Calmayo entre 1991 y 2022 |
|                                                               |
| Fuente: censos nacionales del INDEC                           |

### Sismicidad
La sismicidad de la región de Córdoba es frecuente y de intensidad baja, y un silencio sísmico de terremotos medios a graves cada 30 años en áreas aleatorias. Sus últimas expresiones se produjeron:
- 22 de septiembre de 1908 (116 años), a las 17.00 UTC-3, con 6,5 Richter, escala de Mercalli VII; ubicación 30°30′0″S 64°30′0″O / -30.50000, -64.50000; profundidad: 100 km; produjo daños en Deán Funes, Cruz del Eje y Soto, provincia de Córdoba, y en el sur de las provincias de Santiago del Estero, La Rioja y Catamarca[6]

- 16 de enero de 1947 (78 años), a las 2.37 UTC-3, con una magnitud aproximadamente de 5,5 en la escala de Richter (terremoto de Córdoba de 1947)[5]

- 28 de marzo de 1955 (70 años), a las 6.20 UTC-3 con 6,9 Richter: además de la gravedad física del fenómeno se unió el desconocimiento absoluto de la población a estos eventos recurrentes (terremoto de Villa Giardino de 1955)

- 7 de septiembre de 2004 (20 años), a las 8.53 UTC-3 con 4,1 Richter

- 25 de diciembre de 2009 (15 años), a las 21.42 UTC-3 con 4,0 Richter

## Turismo
La principal actividad económica es el turismo, seguida por la ganadería.
Sus fiestas patronales conmemorativas a la Virgen de la Merced se festejan el 24 de septiembre de cada año.
A 5 km de la planta urbana se encuentra el monasterio Nuestra Señora de la Paz, fundado en 1976, de monjes benedictinos, abocados a la restauración de material bibliográfico antiguo.